# Rubenheim

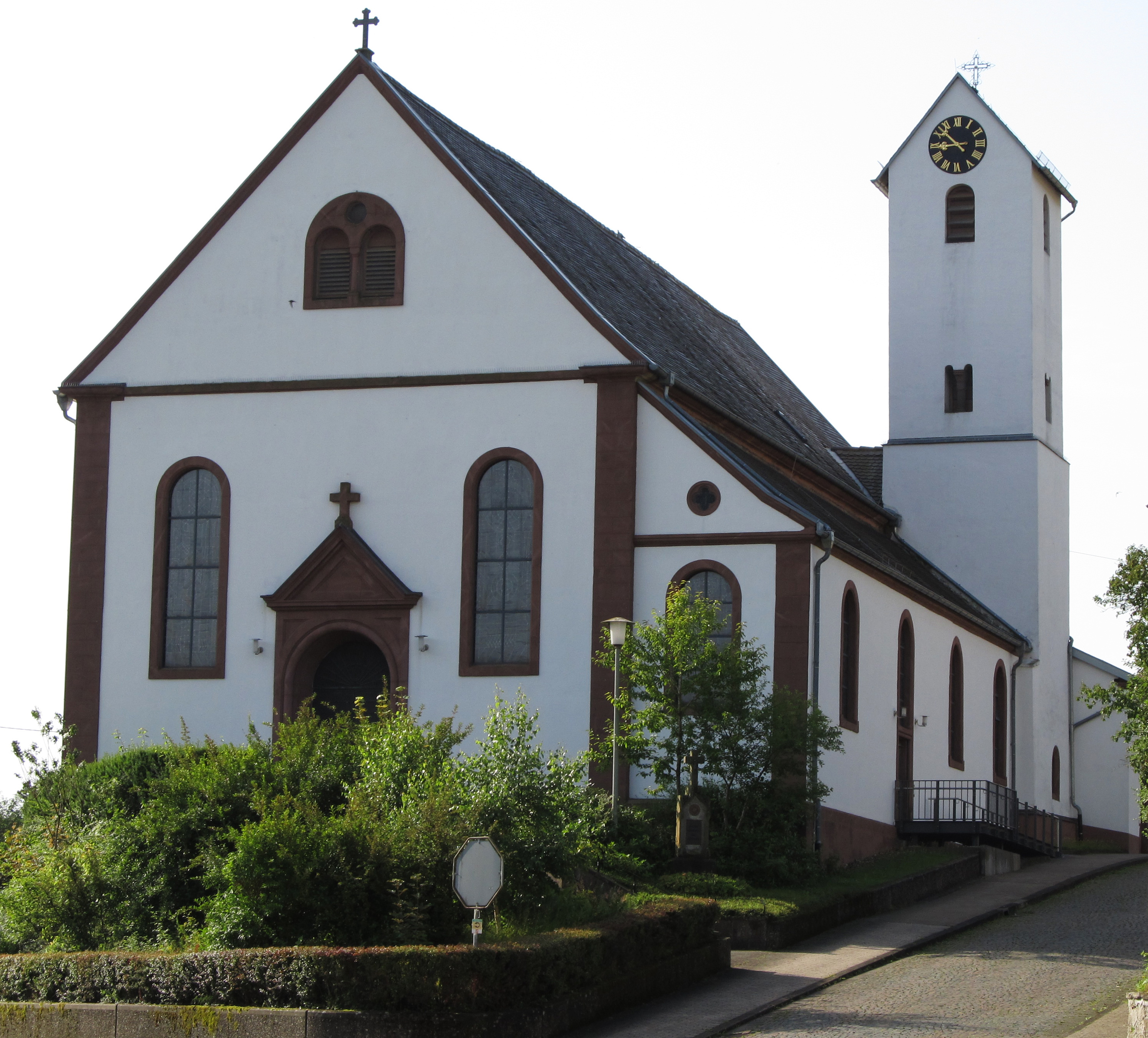
Die katholische Pfarrkirche St. Mauritius

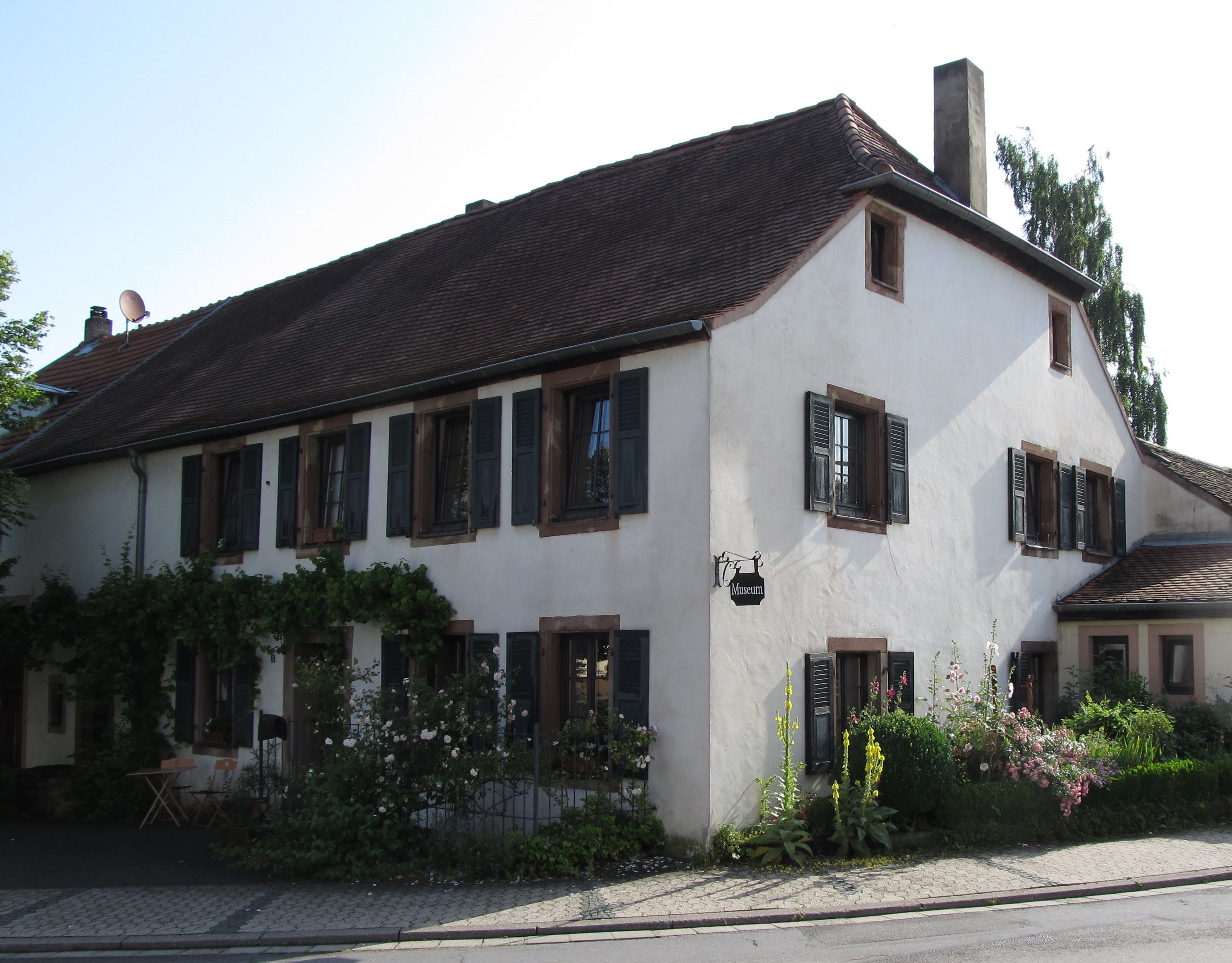
Das Museum für dörfliche Alltagskultur

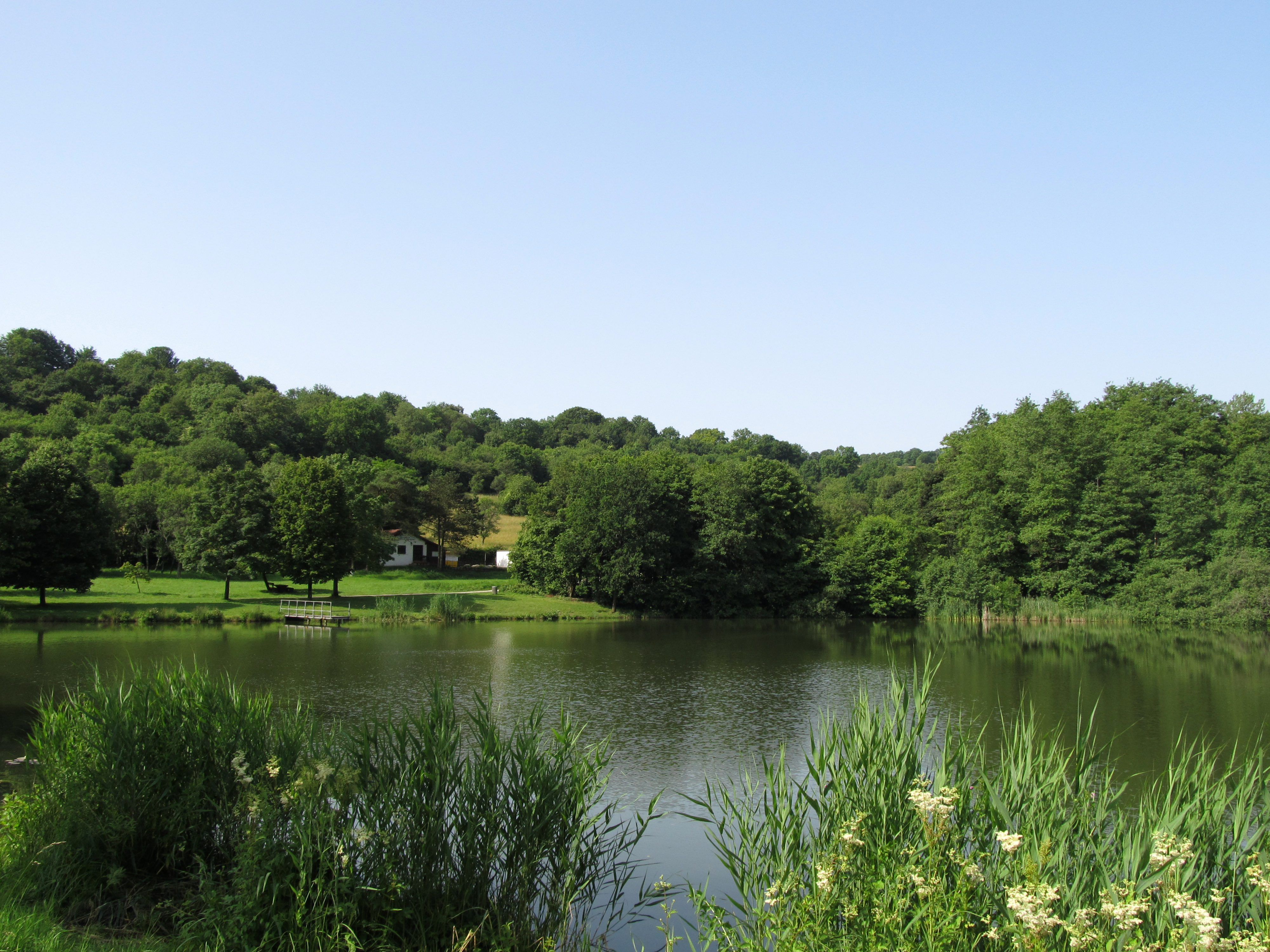
Naherholungsgebiet Rohrental

Rubenheim ist ein Ortsteil von Gersheim im saarländischen Saarpfalz-Kreis. Bis Ende 1973 war Rubenheim eine eigenständige Gemeinde im Landkreis Sankt Ingbert.
Bekannt wurden sie dadurch, dass regelmäßig bei Gemeindetreffen Steine verzehrt wurden. Als besondere Delikatesse gilt der Rubenheimer Marmorkuchen.

## Geographie

### Lage
Rubenheim liegt am Laudenbach in einem Seitental der Blies. Die Gemarkung, stark hügelig, trägt landwirtschaftlichen Charakter.

### Klima
Das Klima ist atlantisch beeinflusst. Der durchschnittliche Jahresniederschlag beträgt 786 mm, die regenärmste Zeit liegt in den Frühjahrsmonaten. Die mittlere Jahrestemperatur beträgt 9 °C. Das langjährige Temperaturmittel sinkt selbst im Januar nicht unter 0 °C. Die vorherrschende Windrichtung ist West/Südwest. Das Bioklima ist reizmild bis reizschonend.

## Geschichte
Zeichen früher Besiedlung sind Grabfelder mit Hügelgräbern der Hallstatt- (750 bis 450 v. Chr.) und Latènezeit (450 bis 25 v. Chr.).
Der Ort wurde im Jahre 1245 mit dem Ritter Rudolf von Rubenheim (de Ropoinheim) erstmals urkundlich erwähnt.
Im Dreißigjährigen Krieg wurde Rubenheim fast völlig entvölkert. In der zweiten Hälfte des 17. Jahrhunderts wurden Neusiedler angeworben, die zum Teil aus Tirol stammten. Der Ort gehörte anteilig den Grafen von der Leyen und Pfalz-Zweibrücken. 1778 vertauschte Pfalz-Zweibrücken Wolfersheim, Herbitzheim und den Anteil an Rubenheim an den Freiherrn von Cathcart, der Wolfersheim behielt und Herbitzheim wie auch den Anteil an Rubenheim wenige Tage darauf den Grafen von der Leyen verkaufte.
Im Rahmen der saarländischen Gebiets- und Verwaltungsreform wurde die bis dahin eigenständige Gemeinde Rubenheim am 1. Januar 1974 der Gemeinde Gersheim zugeordnet.

## Religion
Die Einwohner von Rubenheim sind größtenteils katholisch. Die Katholiken gehören zur Pfarrei St. Mauritius, die dem Pfarrverband Blieskastel im Dekanat Saarpfalz zugeordnet ist, das wiederum Teil des Bistums Speyer ist.
Die evangelischen Christen gehören zur Protestantischen Kirchengemeinde Wolfersheim.

## Politik
Rubenheim ist einer von neun Gemeindebezirken der Gemeinde Gersheim.

### Ortsrat
Sitzverteilung im Ortsrat:
- CDU 7 Sitze
- SPD 2 Sitze

### Ortsvorsteher
Ortsvorsteher ist Lukas Leiner (CDU).

## Kultur und Sehenswürdigkeiten

### Museen
In Rubenheim befindet sich das 1988 aus privater Initiative eröffnete Museum für dörfliche Alltagskultur in einem restaurierten Bauernhaus aus der ersten Hälfte des 20. Jahrhunderts. Gezeigt werden Ausstellungsstücke aus dem Alltagsleben und der Alltagskultur, vor allem Gebrauchsgegenstände der Bauern, Tagelöhner, Handwerker und Arbeiter des 19. und 20. Jahrhunderts. Das Museum ist jeden 3. Sonntag im Monat geöffnet und kostet keinen Eintritt.
Weitere Sehenswürdigkeiten in der Umgebung sind das Kulturlandschaftszentrum „Haus Lochfeld“ (auf der Gemarkung Wittersheim), die Naturbühne Gräfinthal (auf der Gemarkung Bliesmengen-Bolchen), der Optische Telegraph (auf der Gemarkung Biesingen) und das Haus der Dorfgeschichte in Bliesmengen-Bolchen.

### Baudenkmäler
In der Denkmalliste des Saarlandes sind zwei Wegekreuze von 1748 bzw. 1778 und die katholische Pfarrkirche St. Mauritius mit Ausstattung und Turm aus dem 11. Jahrhundert als Einzeldenkmale aufgeführt.

### Grünflächen und Naherholung
Ein Naherholungsgebiet besitzt Rubenheim im westlich des Ortes gelegenen Rohrental mit dem darin gelegenen Weiher.

### Regelmäßige Veranstaltungen
- Veranstaltungen des Rubenheimer Carneval Club 1960 e. V.:, darunter eine große Prunk- und Galakappensitzung an 2 Samstagen in der Faschingszeit
- Pfingst-Zeltlager des Jugendclubs Rubenheim
- Am Wochenende nach Fronleichnam führt das Junioren-Weltcup-Radrennen LVM Saarland Trofeo durch die Region.

### Gastronomie
Gaststätten in Rubenheim sind das „Sportheim TuS Rubenheim“, die „Fischerhütte am Rohrentalweiher“, das „Restaurant im Golfhaus“ und das „Bistro History“.

### Vereine
- Freunde Freiwillige Feuerwehr Rubenheim e. V.
- Turn- und Sportverein Rubenheim e. V.
- Musikverein Rubenheim
- Obst- und Gartenbauverein Rubenheim
- Wander- und Pensionärsverein Rubenheim
- DRK Ortsverband Rubenheim
- Rubenheimer Carneval-Club 1960 e. V. (RCC)
- Angelsportverein Rubenheim

## Wirtschaft und Infrastruktur
Rubenheim ist eine ausgesprochene Wohn- und Pendlergemeinde. Die meisten Berufstätigen arbeiten als Auspendler in den Regionen von Saarbrücken, St. Ingbert, Homburg und Zweibrücken.

### Öffentliche Einrichtungen
- Kindertagesstätte „St. Mauritius“
- Friedhof
- Einsegnungshalle
- Katholische Kirche St. Mauritius
- Jugendclub Rubenheim
- Feuerwehrhaus (Ortsrattagungen)
- Nordic-Walking-Park

### Verkehr
Durch den Ort verläuft die Landesstraße 231 von Herbitzheim nach Erfweiler-Ehlingen.
Der Ort ist über die Buslinien 501, 503 (beide Bliestalverkehr) und 504 (Saar-Mobil) nach Gersheim, Aßweiler und Blieskastel angeschlossen. Einige Fahrten werden als Anruf-Sammel-Taxi am Abend und am Wochenende durchgeführt. Am Wochenende fährt ein Nachtbus N 51 (Saar-Mobil) von Saarbrücken-Ensheim (mit Anschluss von Saarbrücken) nach Gersheim-Reinheim über Rubenheim.